# Återkoppling
För andra betydelser, se Återkoppling (olika betydelser).
Återkoppling (engelska feedback) är sätt att styra olika typer av system, genom att en del av utsignalen kopplas till systemets insignal. Återkoppling används bland annat i elektriska, akustiska och mekaniska system och i matematiska modeller.

Figur 1. Ett återkopplat system, där en del av utsignalen kopplas tillbaks och summeras med insignalen.

Återkoppling delas upp i positiv och negativ återkoppling. Positiv återkoppling leder till resonans genom att utsignalen förstärker insignalen (de två signalerna ligger i fas). Negativ återkoppling (exempelvis B = -1 i figur 1) används i förstärkare för att motverka att den driver, genererar eget brus, är olinjär och instabil. Metoden uppfanns av Harold Stephen Black år 1927 och är det centrala elementet i alla moderna reglersystem. Vardagliga exempel på detta är farthållaren i en bil eller termostaten i en varmvattenberedare.
Om insignalen och den återkopplade signalen förstärker varandra kan det hända att systemet blir instabilt (kommer i självsvängning). Detta är vad som händer när man får "rundgång" i ett högtalar-mikrofon-system; högtalaren tjuter.
I många fall, till exempel vid bilkörning, är det människan som står för återkopplingen. 
Motsatsen till återkopplade system är öppna system. Styrning i öppna system brukar kallas öppen styrning. Detta är vad som sker på en enkel elektrisk spis utan termostat, där temperaturen på plattan inte på något sätt påverkar ineffekten.